# لیگ قهرمانان کونکاکاف ۰۹–۲۰۰۸
لیگ قهرمانان کونکاکاف ۰۹–۲۰۰۸ چهل و چهارمین دوره مسابقات بین‌المللی فوتبال باشگاهی سالانه لیگ قهرمانان کونکاکاف بود که در منطقه کونکاکاف (آمریکای شمالی، آمریکای مرکزی و دریای کارائیب) برگزار شد. این اولین دوره مسابقات بود که به عنوان لیگ قهرمانان کونکاکاف شناخته می‌شد، که قبلاً به عنوان جام قهرمانان کونکاکاف شناخته می‌شد.
مسابقات در ۲۶ اوت ۲۰۰۸ آغاز شد و در ۱۲ مه ۲۰۰۹ به پایان رسید. آتلانتی مکزیک با غلبه بر کروز آزول مکزیک در فینال قهرمان شد. به عنوان قهرمان، آنها نماینده کونکاکاف در جام باشگاه‌های جهان ۲۰۰۹ بودند.

## تیم‌ها
۲۴ تیم از ۱۳ کشور در لیگ قهرمانان کونکاکاف ۰۹–۲۰۰۸ از مناطق آمریکای شمالی، آمریکای مرکزی و کارائیب شرکت کردند. ۹ تیم از آمریکای شمالی، ۱۲ تیم از آمریکای مرکزی و ۳ تیم از کارائیب بودند. در زیر طرح صلاحیت برای مسابقات ۰۹–۲۰۰۸ آمده است:
تیم‌هایی که پررنگ هستند به طور مستقیم به مرحله گروهی راه پیدا می‌کنند.
| انجمن                  | باشگاه                | نحوه صعود                                                |
| آمریکای شمالی (۹ تیم)  | آمریکای شمالی (۹ تیم) | آمریکای شمالی (۹ تیم)                                    |
| ---------------------- | --------------------- | -------------------------------------------------------- |
| مکزیک ۴ سهمیه          | آتلانتی               | قهرمان فصل پایانی ۲۰۰۷                                   |
| مکزیک ۴ سهمیه          | سانتوس لاگونا         | قهرمان فصل آغازین ۲۰۰۸                                   |
| مکزیک ۴ سهمیه          | اونام                 | نایب قهرمان فصل پایانی ۲۰۰۷                              |
| مکزیک ۴ سهمیه          | کروز آزول             | نایب قهرمان فصل آغازین ۲۰۰۸                              |
| ایالات متحده ۴ سهمیه   | هیوستون دینامو        | قهرمان جام ام‌ال‌اس ۲۰۰۷                                   |
| ایالات متحده ۴ سهمیه   | دی‌سی یونایتد          | قهرمان ساپورترز شیلد ۲۰۰۷                                |
| ایالات متحده ۴ سهمیه   | نیوانگلند رولوشن      | قهرمان جام یو اس اوپن ۲۰۰۷ و نایب قهرمان جام ام‌ال‌اس ۲۰۰۷ |
| ایالات متحده ۴ سهمیه   | چیواس یواس‌ای          | نایب قهرمان ساپورترز شیلد ۲۰۰۷                           |
| کانادا ۱ سهمیه         | مونترال ایمپکت        | قهرمان مسابقات قهرمانی کانادا ۲۰۰۸                       |
| آمریکای مرکزی (۱۲ تیم) |                       |                                                          |
| کاستاریکا ۲ سهمیه      | ساپریسا               | قهرمان فصل زمستانی ۲۰۰۷ و فصل تابستانی ۲۰۰۸              |
| کاستاریکا ۲ سهمیه      | آلاخولنسه             | نایب قهرمان فصل تابستانی ۲۰۰۸                            |
| هندوراس ۲ سهمیه        | ماراتن                | قهرمان فصل پایانی ۲۰۰۷                                   |
| هندوراس ۲ سهمیه        | المپیا                | قهرمان فصل آغازین ۲۰۰۸                                   |
| گواتمالا ۲ سهمیه       | خالاپا                | قهرمان فصل پایانی ۲۰۰۷                                   |
| گواتمالا ۲ سهمیه       | مونیسیپال             | قهرمان فصل آغازین ۲۰۰۸                                   |
| السالوادور ۲ سهمیه     | لوئیس آنخل فیرپو      | قهرمان فصل پایانی ۲۰۰۷ و فصل آغازین ۲۰۰۸                 |
| السالوادور ۲ سهمیه     | ایسیدرو متاپان        | نایب قهرمان فصل آغازین ۲۰۰۸                              |
| پاناما ۲ سهمیه         | سان فرانسیسکو         | قهرمان فصل پایانی ۲۰۰۷ و فصل آغازین ۲۰۰۸                 |
| پاناما ۲ سهمیه         | تائورو                | نایب قهرمان فصل آغازین ۲۰۰۸                              |
| بلیز ۱ سهمیه           | هانکوک وردس           | قهرمان لیگ برتر بلیز ۰۸–۲۰۰۷                             |
| نیکاراگوئه ۱ سهمیه     | رئال استیلی           | قهرمان فصل آغازین و پایانی ۲۰۰۸                          |
| کارائیب (۳ تیم)        |                       |                                                          |
| جامائیکا               | هاربر ویو             | قهرمان جام باشگاه‌های کارائیب ۲۰۰۷                        |
| ترینیداد و توباگو      | جو پابلیک             | نایب قهرمان جام باشگاه‌های کارائیب ۲۰۰۷                   |
| پورتوریکو              | پورتوریکو آیلندرز     | رتبه سوم جام باشگاه‌های کارائیب ۲۰۰۷                      |

## فرمت
یک دور مقدماتی برای ۱۶ باشگاه برگزار شد که ۸ برنده به مرحله گروهی صعود کردند. هشت تیم دیگر به آنها پیوستند که مستقیماً به مرحله گروهی راه یافتند. باشگاه‌های حاضر در مرحله گروهی در چهار گروه چهار تیمی قرار گرفتند که هر تیم با سایر تیم‌های گروه خود به صورت رفت و برگشت بازی می‌کند. دو تیم برتر هر گروه به مرحله حذفی صعود خواهند کرد که به صورت رفت و برگشت برگزار می‌شود. همچنین، برخلاف جام قهرمانان کونکاکاف که قبلاً مورد رقابت قرار گرفته بود، قانون گل‌های خارج از خانه در لیگ قهرمانان کونکاکاف استفاده می‌شود، اما پس از تساوی به وقت‌های اضافه اعمال نمی‌شود.
| مرحله گروهی   | مرحله گروهی | مرحله گروهی    | مرحله گروهی      | مرحله گروهی       |
| ------------- | ----------- | -------------- | ---------------- | ----------------- |
| گلدان A       | آتلانتی     | سانتوس لاگونا  | هیوستون دینامو   | دی‌سی یونایتد      |
| گلدان B       | ساپریسا     | المپیا         | مونیسیپال        | لوئیس آنخل فیرپو  |
| مرحله مقدماتی |             |                |                  |                   |
| گلدان A       | اونام       | کروز آزول      | نیوانگلند رولوشن | چیواس یواس‌ای      |
| گلدان A       | آلاخولنسه   | ماراتن         | سان فرانسیسکو    | مونترال ایمپکت    |
| گلدان B       | خالاپا      | ایسیدرو متاپان | تائورو           | هانکوک وردس       |
| گلدان B       | رئال استیلی | هاربر ویو      | جو پابلیک        | پورتوریکو آیلندرز |

## برنامه مسابقات
| دور           | دور           | تاریخ قرعه کشی                       | بازی رفت                | بازی برگشت              |
| ------------- | ------------- | ------------------------------------ | ----------------------- | ----------------------- |
| مرحله مقدماتی | مقدماتی       | ۱۱ ژوئن ۲۰۰۸ (نیویورک, ایالات متحده) | ۲۶–۲۹ اوت ۲۰۰۸          | ۲–۴ سپتامبر ۲۰۰۸        |
| مرحله گروهی   | هفته ۱        | ۱۱ ژوئن ۲۰۰۸ (نیویورک, ایالات متحده) | ۱۶–۱۸ اوت ۲۰۰۸          | ۱۶–۱۸ اوت ۲۰۰۸          |
| مرحله گروهی   | هفته ۲        | ۱۱ ژوئن ۲۰۰۸ (نیویورک, ایالات متحده) | ۲۳–۲۵ اوت ۲۰۰۸          | ۲۳–۲۵ اوت ۲۰۰۸          |
| مرحله گروهی   | هفته ۳        | ۱۱ ژوئن ۲۰۰۸ (نیویورک, ایالات متحده) | ۳۰ سپتامبر–۲ اکتبر ۲۰۰۸ | ۳۰ سپتامبر–۲ اکتبر ۲۰۰۸ |
| مرحله گروهی   | هفته ۴        | ۱۱ ژوئن ۲۰۰۸ (نیویورک, ایالات متحده) | ۷–۹ اکتبر ۲۰۰۸          | ۷–۹ اکتبر ۲۰۰۸          |
| مرحله گروهی   | هفته ۵        | ۱۱ ژوئن ۲۰۰۸ (نیویورک, ایالات متحده) | ۲۱–۲۳ اکتبر ۲۰۰۸        | ۲۱–۲۳ اکتبر ۲۰۰۸        |
| مرحله گروهی   | هفته ۶        | ۱۱ ژوئن ۲۰۰۸ (نیویورک, ایالات متحده) | ۲۸–۳۰ اکتبر ۲۰۰۸        | ۲۸–۳۰ اکتبر ۲۰۰۸        |
| مرحله قهرمانی | یک‌چهارم نهایی | ۱۰ دسامبر ۲۰۰۸                       | ۲۴–۲۶ فوریه ۲۰۰۹        | ۳–۵ مارس ۲۰۰۹           |
| مرحله قهرمانی | نیمه نهایی    | ۱۰ دسامبر ۲۰۰۸                       | ۱۷–۱۸ مارس ۲۰۰۹         | ۷–۸ آوریل ۲۰۰۹          |
| مرحله قهرمانی | فینال         | ۱۰ دسامبر ۲۰۰۸                       | ۲۲ آوریل ۲۰۰۹           | ۱۲ مه ۲۰۰۹              |

## مرحله مقدماتی
قرعه کشی مرحله مقدماتی در ۱۱ ژوئن ۲۰۰۸ در نیویورک برگزار شد. بازی‌های رفت در ۲۶ تا ۲۸ اوت ۲۰۰۸ برگزار شد، در حالی که بازی‌های برگشت در ۲ تا ۴ سپتامبر ۲۰۰۸ برگزار شد.
| تیم ۱          | نتیجه‌نهایی | تیم ۲             | بازی رفت | بازی برگشت |
| -------------- | ---------- | ----------------- | -------- | ---------- |
| خالاپا         | ۱–۵        | سان فرانسیسکو     | ۱–۰      | ۰–۵        |
| جو پابلیک      | ۶–۱        | نیوانگلند رولوشن  | ۲–۱      | ۴–۰        |
| آلاخولنسه      | ۲–۳        | پورتوریکو آیلندرز | ۱–۱      | ۱–۲        |
| کروز آزول      | ۱۲–۰       | هانکوک وردس       | ۶–۰      | ۶–۰        |
| هاربر ویو      | ۰–۳        | اونام             | لغو      | ۰–۳        |
| تائورو         | ۳–۱        | چیواس یواس‌ای      | ۲–۰      | ۱–۱        |
| مونترال ایمپکت | ۱–۰        | رئال استیلی       | ۱–۰      | ۰–۰        |
| ایسیدرو متاپان | ۳–۴        | ماراتن            | ۲–۲      | ۱–۲        |

توفند گوستاو باعث لغو بازی رفت هاربر ویو - اونام شد و مسابقه به صورت تک‌بازی انجام شد.

## مرحله گروهی
قرعه کشی مرحله گروهی در ۱۱ ژوئن ۲۰۰۸ در نیویورک برگزار شد و در ۱۶ ژوئن ۲۰۰۸ رونمایی شد. تیم‌های اول و دوم هر گروه به مرحله یک‌چهارم نهایی راه یافتند.

### گروه A
| باشگاه       | ب | پ | م | ب | گ‌ز | گ‌خ | ت  | ام |
| ------------ | - | - | - | - | -- | -- | -- | -- |
| ماراتن       | ۶ | ۴ | ۱ | ۱ | ۱۲ | ۵  | ۷+ | ۱۳ |
| کروز آزول    | ۶ | ۳ | ۱ | ۲ | ۸  | ۴  | ۴+ | ۱۰ |
| ساپریسا      | ۶ | ۳ | ۱ | ۲ | ۷  | ۹  | ۲− | ۱۰ |
| دی‌سی یونایتد | ۶ | ۰ | ۱ | ۵ | ۴  | ۱۳ | ۹− | ۱  |

### گروه B
| باشگاه           | ب | پ | م | ب | گ‌ز | گ‌خ | ت   | ام |
| ---------------- | - | - | - | - | -- | -- | --- | -- |
| اونام            | ۶ | ۳ | ۳ | ۰ | ۱۸ | ۷  | ۱۱+ | ۱۲ |
| هیوستون دینامو   | ۶ | ۲ | ۳ | ۱ | ۹  | ۹  | ۰   | ۹  |
| لوئیس آنخل فیرپو | ۶ | ۲ | ۲ | ۲ | ۶  | ۸  | ۲−  | ۸  |
| سان فرانسیسکو    | ۶ | ۰ | ۲ | ۴ | ۴  | ۱۳ | ۹−  | ۲  |

### گروه C
| باشگاه         | ب | پ | م | ب | گ‌ز | گ‌خ | ت   | ام |
| -------------- | - | - | - | - | -- | -- | --- | -- |
| آتلانتی        | ۶ | ۳ | ۲ | ۱ | ۶  | ۳  | ۳+  | ۱۱ |
| مونترال ایمپکت | ۶ | ۳ | ۲ | ۱ | ۱۰ | ۵  | ۵+  | ۱۱ |
| المپیا         | ۶ | ۲ | ۲ | ۲ | ۱۰ | ۶  | ۴+  | ۸  |
| جو پابلیک      | ۶ | ۱ | ۰ | ۵ | ۳  | ۱۵ | ۱۲− | ۳  |

### گروه D
| باشگاه            | ب | پ | م | ب | گ‌ز | گ‌خ | ت  | ام |
| ----------------- | - | - | - | - | -- | -- | -- | -- |
| سانتوس لاگونا     | ۶ | ۳ | ۱ | ۲ | ۱۴ | ۱۱ | ۳+ | ۱۰ |
| پورتوریکو آیلندرز | ۶ | ۲ | ۲ | ۲ | ۹  | ۱۰ | ۱− | ۸  |
| تائورو            | ۶ | ۲ | ۲ | ۲ | ۹  | ۱۰ | ۱− | ۸  |
| مونیسیپال         | ۶ | ۱ | ۳ | ۲ | ۱۲ | ۱۳ | ۱− | ۶  |

## مرحله قهرمانی
قرعه کشی مرحله قهرمانی در ۱۰ دسامبر ۲۰۰۸ برگزار شد. در هر دور، تیم‌ها یک بار در خانه و یک بار خارج از خانه با حریف خود بازی خواهند کرد. چهار تیم اول از مرحله گروهی بازی برگشت را در خانه خود در مرحله یک‌چهارم نهایی برگزار خواهند کرد. ترتیب بازی‌های خانگی و خارج از خانه برای مرحله نیمه نهایی و فینال در قرعه کشی مشخص شد.

### نمودار
|  | یک‌چهارم نهایی     | یک‌چهارم نهایی     | یک‌چهارم نهایی | یک‌چهارم نهایی | یک‌چهارم نهایی |   |                   | نیمه نهایی        | نیمه نهایی | نیمه نهایی | نیمه نهایی | نیمه نهایی |  |  | فینال     | فینال     | فینال | فینال | فینال |
|  |                   |                   |               |               |               |   |                   |                   |            |            |            |            |  |  |           |           |       |       |       |
|  | پورتوریکو آیلندرز | پورتوریکو آیلندرز | ۲             | ۱             | ۳             |   |                   |                   |            |            |            |            |  |  |           |           |       |       |       |
|  | ماراتن            | ماراتن            | ۱             | ۰             | ۱             |   |                   |                   |            |            |            |            |  |  |           |           |       |       |       |
|  | ماراتن            | ماراتن            | ۱             | ۰             | ۱             |   | پورتوریکو آیلندرز | پورتوریکو آیلندرز | ۲          | ۱          | ۳          |            |  |  |           |           |       |       |       |
|  |                   |                   |               |               |               |   | پورتوریکو آیلندرز | پورتوریکو آیلندرز | ۲          | ۱          | ۳          |            |  |  |           |           |       |       |       |
|  |                   | کروز آزول (پ)     | کروز آزول (پ) | ۰             | ۳             | ۳ |                   |                   |            |            |            |            |  |  |           |           |       |       |       |
|  | کروز آزول         | کروز آزول         | کروز آزول (پ) | ۰             | ۳             | ۳ | ۱                 | ۱                 | ۲          |            |            |            |  |  |           |           |       |       |       |
|  | کروز آزول         | کروز آزول         |               |               |               |   | ۱                 | ۱                 | ۲          |            |            |            |  |  |           |           |       |       |       |
|  | اونام             | اونام             | ۰             | ۰             | ۰             |   |                   |                   |            |            |            |            |  |  |           |           |       |       |       |
|  |                   |                   |               |               |               |   |                   |                   |            |            |            |            |  |  | کروز آزول | کروز آزول | ۰     | ۰     | ۰     |
|  |                   |                   | آتلانتی       | آتلانتی       | ۲             | ۰ | ۲                 |                   |            |            |            |            |  |  |           |           |       |       |       |
|  | مونترال ایمپکت    | مونترال ایمپکت    | ۲             | ۲             | ۴             |   |                   |                   |            |            |            |            |  |  |           |           |       |       |       |
|  | سانتوس لاگونا     | سانتوس لاگونا     | ۰             | ۵             | ۵             |   |                   |                   |            |            |            |            |  |  |           |           |       |       |       |
|  | سانتوس لاگونا     | سانتوس لاگونا     | ۰             | ۵             | ۵             |   | سانتوس لاگونا     | سانتوس لاگونا     | ۲          | ۱          | ۳          |            |  |  |           |           |       |       |       |
|  |                   |                   |               |               |               |   | سانتوس لاگونا     | سانتوس لاگونا     | ۲          | ۱          | ۳          |            |  |  |           |           |       |       |       |
|  |                   | آتلانتی           | آتلانتی       | ۱             | ۳             | ۴ |                   |                   |            |            |            |            |  |  |           |           |       |       |       |
|  | هیوستون دینامو    | هیوستون دینامو    | آتلانتی       | ۱             | ۳             | ۴ | ۱                 | ۰                 | ۱          |            |            |            |  |  |           |           |       |       |       |
|  | هیوستون دینامو    | هیوستون دینامو    |               |               |               |   | ۱                 | ۰                 | ۱          |            |            |            |  |  |           |           |       |       |       |
|  | آتلانتی           | آتلانتی           | ۱             | ۳             | ۴             |   |                   |                   |            |            |            |            |  |  |           |           |       |       |       |

### یک‌چهارم نهایی
بازی‌های رفت مرحله یک‌چهارم نهایی از ۲۴ تا ۲۶ فوریه ۲۰۰۹ برگزار شد، در حالی که بازی‌های برگشت از ۳ تا ۵ مارس ۲۰۰۹ برگزار شد.
| تیم ۱             | نتیجه‌نهایی | تیم ۲         | بازی رفت | بازی برگشت |
| ----------------- | ---------- | ------------- | -------- | ---------- |
| هیوستون دینامو    | ۱–۴        | آتلانتی       | ۱–۱      | ۰–۳        |
| مونترال ایمپکت    | ۴–۵        | سانتوس لاگونا | ۲–۰      | ۲–۵        |
| پورتوریکو آیلندرز | ۳–۱        | ماراتن        | ۲–۱      | ۱–۰        |
| کروز آزول         | ۲–۰        | اونام         | ۱–۰      | ۱–۰        |

### نیمه نهایی
بازی‌های رفت مرحله نیمه نهایی از ۱۷ تا ۱۸ مارس ۲۰۰۹ برگزار شد، در حالی که بازی‌های برگشت از ۷ تا ۸ آوریل ۲۰۰۹ برگزار شد.
| تیم ۱             | نتیجه‌نهایی  | تیم ۲     | بازی رفت | بازی برگشت |
| ----------------- | ----------- | --------- | -------- | ---------- |
| پورتوریکو آیلندرز | ۳–۳ (۲–۴ پ) | کروز آزول | ۲–۰      | ۱–۳ (و.ا.) |
| سانتوس لاگونا     | ۳–۴         | آتلانتی   | ۲–۱      | ۱–۳        |

### فینال
بازی‌های فینال در ۲۲ آوریل و ۱۲ مه ۲۰۰۹ برگزار شدند. بازی برگشت در ابتدا برای ۲۹ آوریل برنامه ریزی شده بود، اما به دلیل نگرانی در مورد شیوع آنفولانزای خوکی در مکزیک توسط کونکاکاف تا ۱۲ مه به تعویق افتاد.
| تیم ۱     | نتیجه‌نهایی | تیم ۲   | بازی رفت | بازی برگشت |
| --------- | ---------- | ------- | -------- | ---------- |
| کروز آزول | ۰–۲        | آتلانتی | ۰–۲      | ۰–۰        |

| قهرمان لیگ قهرمانان کونکاکاف ۰۹–۲۰۰۸ |
| ------------------------------------ |
| مکزیک                                |
| آتلانتی دومین عنوان                  |